# Севрюгин, Виктор Егорович
Виктор Егорович Севрюгин (род. 17 апреля 1945, Коркино, Челябинская область) — юрист, специалист по советскому и российскому административному праву, а также — по государственному управлению; выпускник Ленинградского высшего военно-политического училища МВД СССР (1977), доктор юридических наук с диссертацией о понятии административного проступка (1994); начальник кафедры в Тюменском факультете Омской высшей школы милиции МВД СССР; профессор и декан факультета государствоведения Тюменского государственного университета; заслуженный юрист России.

## Биография
Виктор Севрюгин родился 17 апреля 1945 года в городе Коркино Челябинской области; в 1977 году он стал выпускником Ленинградского высшего военно-политического училища МВД СССР (окончил с отличием). В 1981 году защитил кандидатскую диссертацию «на специальную тему» — стал кандидатом юридических наук. В период с 1964 по 1970 год он служил в пограничных войсках КГБ СССР, а затем — с 1970 по 1996 год — в органах МВД РСФСР и СССР (позднее — России). В 1994 году успешно защитил докторскую диссертацию по теме «Теоретические проблемы административного проступка».
В период с 1978 по 1996 год Севрюгин являлся начальником кафедры на Тюменском факультете, действовавшем при Омской высшей школы милиции МВД СССР (позднее — Тюменской высшей школы милиции). В 1996 он стал основателем и первым деканом факультета государствоведения, созданного при Тюменском государственном университете (ТГУ), а затем — занял пост заведующего кафедрой административного и финансового права. В 1999 году он занял должность заместителя директора по научной работе в Институте государства и права, работавшего при том же университете. Являлся членом редакционной коллегии научного журнала «Вестник Тюменского государственного университета» и входил в состав редакционного совета издания «Вестник Академии российских энциклопедий. Уральское региональное отделение».

## Работы
Виктор Севрюгин являлся автором и соавтором более сотни научных работ, включая две монографии и двенадцать учебных пособий:
- «Понятие правонарушения (проступка) по административному законодательству» (М., 1988);
- «Административный проступок. Понятие, признаки, ответственность» (М., 1989);
- «Проблемы административного права» (Тюмень, 1994);
- «Предпринимательское право Российской Федерации». В 3 т. (Тюмень, 1997);
- «Административно-деликтное право Российской Федерации». Учебник (Тюмень, 2003).